# 1963年斯科普里地震
1963年斯科普里地震（Скопски земјотрес 1963）1963年7月26日5点17分（当地时间）在前南斯拉夫社会主义联邦共和国马其顿社会主义共和国首府斯科普里发生了一场里氏6.9级的强烈地震。地震导致1,070人死亡，3,000 至4,000人受伤，200,000人无家可归。城市的80%被毁。

## 救援活动

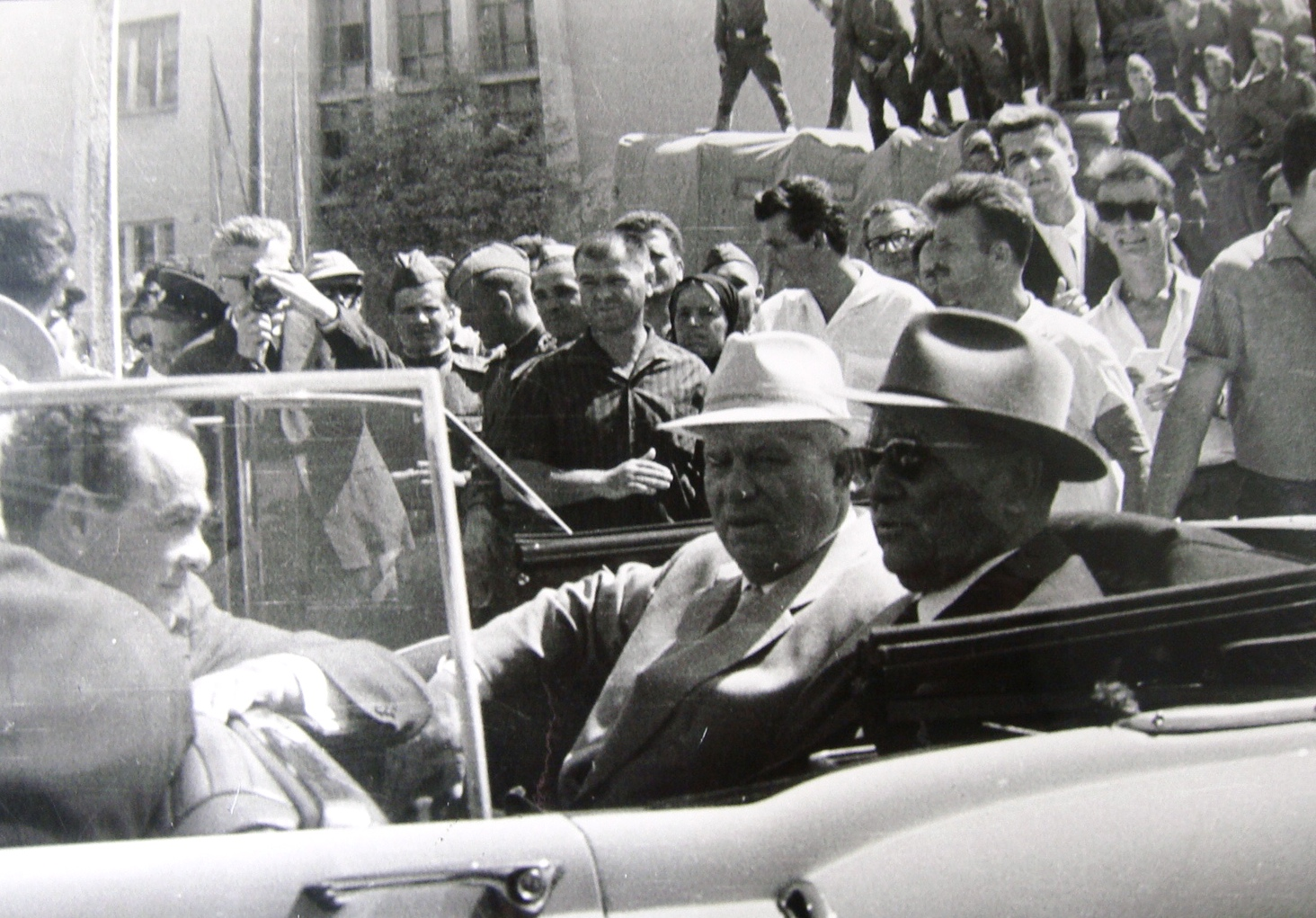
地震发生后，赫鲁晓夫与铁托一同访问灾区

地震发生后数天，35个国家向联合国大会申请将救援列入议程。此后，全世界78个国家以资金、医疗、工程、建筑队的形式参与了救援。美国总统约翰肯尼迪命令美国国防部和美国国际开发署采取救灾行动。苏联也进行了大量援助，苏联领导人赫鲁晓夫亲自访问了斯科普里。由于南斯拉夫是不结盟运动国家之一，驻扎在斯科普里的美国和苏联军队实现了第二次世界大战易北河会师后第一次握手。